# Diego Álvaro
Diego Álvaro es una localidad perteneciente al municipio de Diego del Carpio, en la provincia de Ávila, comunidad autónoma de Castilla y León, España. En 2021 contaba con 104 habitantes.

## Demografía
| Gráfica de evolución demográfica de Diego Álvaro entre 1842 y 1970 |
| |
| Población de derecho según los censos de población del INE. Población de hecho según los censos de población del INE.En este censo se denominaba Diego Albaro: 1842. Entre el censo de 1981 y el anterior, este municipio desaparece porque se agrupa en el municipio Diego del Carpio. |